# Jacksonville (Illinois)
Jacksonville ist eine City im Bundesstaat Illinois in den Vereinigten Staaten und der Verwaltungssitz (County Seat) des Morgan County. Das U.S. Census Bureau hat bei der Volkszählung 2020 eine Einwohnerzahl von 17.616 ermittelt.

## Geschichte
Jacksonville wurde 1825, zwei Jahre nach der Gründung des Countys, von europäischen Amerikanern auf einem 160 Morgen großen Stück Land im Zentrum von Morgan County gegründet. Die Gründer von Jacksonville waren Siedler aus Neuengland. Sie wurden als Yankees bezeichnet, d. h. sie stammten von den englischen Puritanern ab, die in den 1600er Jahren Neuengland besiedelten. Sie waren Teil einer Welle von Farmern aus Neuengland, die in den frühen 1800er Jahren nach Westen in das damals noch dünn besiedelte Nordwestterritorium zogen. Die meisten von ihnen kamen als Folge der Fertigstellung des Eriekanals und des Endes des Black-Hawk-Kriegs. Die Stadt begann nach ihrer Gründung schnell zu wachsen und war in den 1830er Jahren sogar die größte in Illinois, noch vor Chicago.

## Demografie
Nach einer Schätzung von 2019 leben in Jacksonville 18.603 Menschen. Die Bevölkerung teilte sich im selben Jahr auf in 84,2 % Weiße, 12,0 % Afroamerikaner, 0,4 % amerikanische Ureinwohner, 0,6 % Asiaten und 2,6 % mit zwei oder mehr Ethnizitäten. Hispanics oder Latinos aller Ethnien machten 4,0 % der Bevölkerung aus. Das mittlere Haushaltseinkommen lag bei 43.976 US-Dollar und die Armutsquote bei 16,4 %.

## Bildung
Jacksonville ist die Heimat eines privaten vierjährigen Colleges, dem Illinois College. Das Illinois College ist das zweitälteste College in Illinois, gegründet 1829 von einem der berühmten Yale-Bands – Studenten des Yale College, die nach Westen reisten, um neue Colleges zu gründen.
Es ist auch die Heimat der Illinois School for the Deaf und der Illinois School for the Visually Impaired, zwei Schulen für Menschen mit Behinderung.

## Medien
Die Tageszeitung der Stadt, der Jacksonville Journal-Courier, ist die älteste kontinuierlich erscheinende Zeitung in Illinois (seit 1830).

## Persönlichkeiten
- William H. Gest (1838–1912), Politiker
- Richard Yates junior (1860–1936), Politiker
- Ruth Bryan Owen (1885–1954), Politikerin
- Alfred Sturtevant (1891–1970), Genetiker
- Marjorie Best (1903–1997), Kostümbildnerin
- Calvert Strong (1907–2001), Wasserballspieler
- J. Edward Day (1914–1996), Politiker
- Paul Findley (1921–2019), Politiker
- Richard Allan (1923–1999), Schauspieler
- Richard Moore (1925–2009), Kameramann und Filmregisseur
- Bari Wood (* 1936), Autorin
- Ken Norton (1943–2013), Boxer
- Scott Wall (* 1966), Basketballschiedsrichter
- Jaelyn Keene (* 1995), Volleyballspielerin